# بخش گچی
بخش گچی یکی از بخش‌های تابعه شهرستان ملکشاهی در استان ایلام در غرب ایران است.

## تقسیمات کشوری
- بخش گچی
  - دهستان گچی
  - دهستان کبیرکوه

شهرها: دلگشا، مهر
روستاها: گل گل علیا، گل گل سفلی، باولگ، قلعه جوق، شیرین‌آباد گچان، بوستانه، اما، انجیر، مزرعه زمیه، چشمه باریک، سیابدرویش، کلک نقی، سراب کلک، وری کلک